# Kamnik pod Krimom
Kamnik pod Krimom je naselje v Občini Brezovica.